# Bionoblatta diabolus
La Bionoblatta diabolus es una especie de insecto blatodeo de la familia Blaberidae. Comparte con el resto de los miembros de la familia Blaberidae uno de los mayores tamaños entre las cucarachas.

## Distribución geográfica
Se la puede encontrar en Brasil.

## Sinónimos
- Brachycolla diabolus Saussure, 1864.